# Valentin Jamerey-Duval
Pour les articles homonymes, voir Duval.
Valentin Jamerey-Duval, érudit français, baptisé le 24 avril 1695 à Arthonnay, (Champagne) et décédé à Vienne (Archiduché d'Autriche) en 1775.
Né dans une famille modeste, il reste sans éducation jusqu'à son adolescence où il fugue. Il apprend à lire et à écrire au fil de ses rencontres, et se passionne pour la lecture à laquelle il s'adonne tout en gardant des troupeaux. Remarqué, il devient protégé de Léopold Ier de Lorraine et devient un lettré reconnu et professeur à l'Académie de Lunéville.

## Biographie
Ce fils de charron perd son père le 20 décembre 1700 à l'âge de cinq ans et demi. A dix ans, il entre comme "gardeur" de dindons chez un fermier ; il en est chassé et part à l'aventure, vivant d'aumônes. Il est recueilli pendant le cruel hiver de 1709 par un curé des environs de Montglas près de Paris et passe plusieurs années dans les ermitages de la Rochelle et Sainte- Anne, près de Lunéville où il apprend à lire et à écrire tout en gardant les vaches.
En 1718, au cours d'une chasse près de la forêt de Vitrimont, le baron Charles von Pfütschner, gouverneur des princes de Lorraine, découvre ce jeune gardien de vaches penché sur des cartes de géographie. Surpris, le baron le présente au duc de Lorraine Léopold Ier. Grâce à ce dernier et à un libraire de Nancy, Jamerey-Duval continue à s'instruire, apprenant seul la géographie, l'astronomie et la géométrie et devient un fervent numismate.

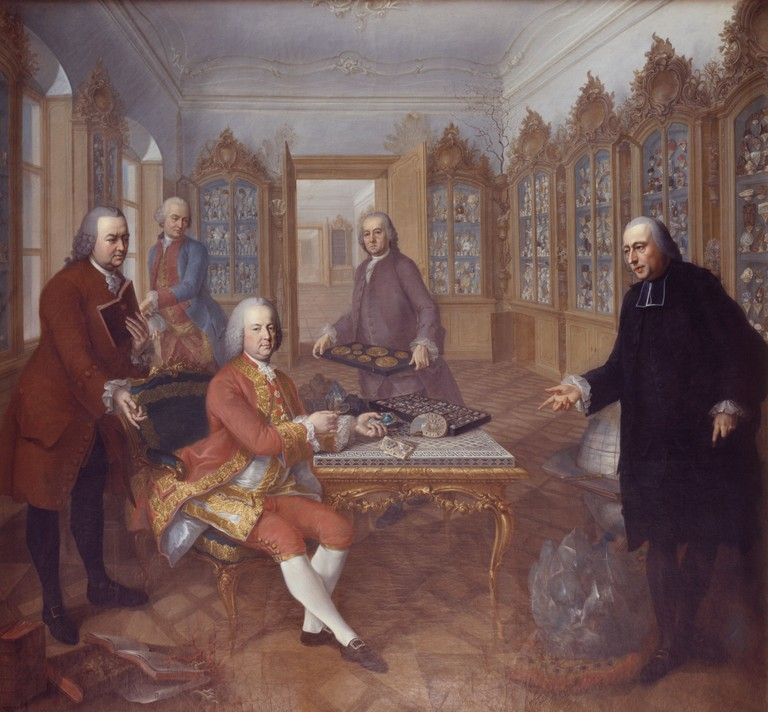
L'empereur entouré des savants Gerard van Swieten,Johann von Baillou, Valentin Jamerey-Duval et de l'abbé Johann Marcy

Il fait des études à l'Université de Pont-à-Mousson. Bachelier, il est d'abord bibliothécaire du duc de Lorraine, puis professeur d'histoire et d'antiquités à l'Académie de Lunéville.
Il suit le duc de Lorraine François III, devenu grand-duc de Toscane, à Florence, comme bibliothécaire au Palais Pitti. Quand François est élu Empereur, il le suit également à Vienne et y devient directeur du Cabinet impérial des monnaies.
On a de lui le catalogue des médailles de Vienne et quelques autres écrits. Koch a publié ses Œuvres, Paris, 1785, 3 vol. in-8, avec une intéressante notice sur sa vie. Ses mémoires ont fait l'objet d'une édition en 1981 (Le Sycomore, Paris). Une nouvelle réédition est publiée en 2011 aux éditions Minerve avec les commentaires de Jean Marie Goulemot.
Valentin Jamerey-Duval est souvent cité comme l'un des premiers bénéficiaires de l'ascenseur social.